# Gospodarka Ukrainy

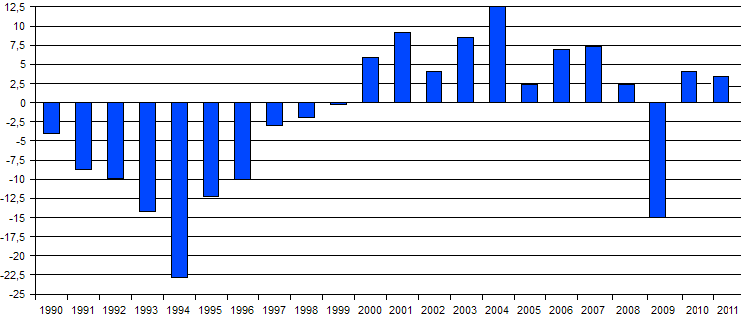
Dynamika PKB Ukrainy

PKB per capita (ważony PSN) Ukrainy w porównaniu z innymi państwami b. ZSRR

PKB (ważony PSN) Ukrainy w porównaniu z Polską

Gospodarka Ukrainy – jest gospodarką mieszaną. Zajęła ona 49. miejsce na świecie pod względem wielkości PKB (410 mld USD dane za 2019 rok). W 2018 roku pod względem PKB per capita Ukraina zajęła przedostatnie miejsce wśród krajów europejskich, wyprzedzając jedynie Mołdawię.
Na Ukrainie występuje ponad 90 rodzajów kopalin użytecznych, dotychczas odkryto 8 tys. złóż. Zasoby naturalne dzielone są na trzy grupy: zasoby paliwowe (energetyczne), rud metali i niemetaliczne. Na terytorium Ukrainy skoncentrowane są wielkie zasoby rud manganowych i żelaza, uranu, węgla koksującego, siarki rodzimej, soli kamiennej i potasowej, surowców do produkcji cementu. Ukraińskie zasoby mineralno-surowcowe są jednymi z najlepszych jakościowo zasobów na świecie.

## Historia
Po tzw. „zespoleniu” ziem ukraińskich, tj. po 1945 r., zaczęto realizować zasady i metody rozwoju obowiązujące w ZSRR. Na Ukrainie, jako integralnej części Związku Radzieckiego, wdrażane były ogólnoradzieckie programy: rozwijano produkcję żywności (Ukraina była głównym spichlerzem ZSRR), przemysł paliwowo-energetyczny i przemysł ciężki (szczególnie zbrojeniowy). Zintegrowanie gospodarki Ukrainy z gospodarką Związku Radzieckiego ujawniło się również w braku niezależnych związków i wymiany z innymi państwami. Wyznaczone granice „państwowe” z Rosją, Białorusią i Mołdawią, miały formalny, tylko administracyjny charakter. Ukraina nie miała indywidualnego obszaru gospodarczego, nie było granic celnych ani prawa celnego. Według opinii wielu ukraińskich ekonomistów gospodarka Ukrainy rozwijała się jako rolniczy i surowcowy spichlerz metropolii, jako region eksploatacji surowców mineralnych, zasobnych gleb i atrakcyjnych zasobów rekreacyjnych, jako rezerwuar taniej siły roboczej i chłonny rynek zbytu wielu produktów wytwarzanych w różnych częściach ZSRR.
Rolnictwo Ukrainy dostarczało żywności wielu obszarom byłego ZSRR. W 1990 r. Ukraina dostarczała 24% zbóż, 55% buraków cukrowych i ponad 30% ziarna słonecznikowego zbieranego w ZSRR, zaś przemysł Ukrainy zaspokajał potrzeby gospodarki Związku Radzieckiego przede wszystkim w zakresie surowców kopalnych – zwłaszcza paliw, surowców metalicznych (żelaza i manganu), materiałów budowlanych. Udział Ukrainy w ogólnoradzieckim wydobyciu węgla wynosił 22,5%, rudy żelaza – 46%, a w produkcji surówki żelaza – 41%, stali – 34% i cementu – 17%.
Gospodarka Ukrainy składa się z szeregu powiązanych ze sobą działów i gałęzi wytwórczości materialnej i usług. W strukturze gospodarki współczesnej Ukrainy, najważniejszą rolę odgrywają gałęzie produkcji materialnej, tj. przemysł i budownictwo, rolnictwo i transport towarowy. Jednak w strukturze tej dokonują się wyraźne przeobrażenia.
Między 1990 a 2000 r. liczba zatrudnionych w gospodarce Ukrainy zmniejszyła się o prawie 7 mln osób, tj. o ponad 14%. Pojawiły się liczne rzesze bezrobotnych, których liczba według oficjalnych danych wynosi 1,2 mln osób. Ponadto 2,8 mln pracowników przebywa na tzw. urlopach administracyjnych, a 2,2 mln osób zatrudnionych jest w tzw. niepełnym tygodniu pracy.
Równocześnie dokonały się zmiany w strukturze zatrudnienia. Nastąpiło wyraźne zmniejszenie liczby pracowników w sferze produkcyjnej. W 1980 r. w sferze tej pracowało 76% wszystkich zatrudnionych, w 1990 r. odsetek pracujących zmniejszył się do 70,9%, a w 2000 r. do 52,8%.
Wskutek podjętej na początku lat 90. XX wieku transformacji systemowej zostały przerwane powiązania kooperacyjne, a produkcja prawie we wszystkich działach produkcyjnych obniżyła się o ponad 50%. W skali całej Ukrainy wskaźniki fizycznych rozmiarów wewnętrznego PKB zmniejszyły się o ponad 50%. W 2000 r. w strukturze ukraińskiego produktu krajowego brutto, liczonego w cenach bieżących, wytwórcze działy gospodarki partycypowały w 65% (przemysł w 47,5%; rolnictwo w 13,5% i budownictwo w 4%), a usługi w 35%. W zestawieniu tym zastanawia stosunkowo wysoki udział rolnictwa, bardzo niski udział budownictwa i niski udział usług.

Przedstawione fakty świadczą, iż Ukraina ze względu na strukturę gospodarki jest krajem przemysłowo-rolniczym, przechodzącym od systemu gospodarki centralnie sterowanej do gospodarki wolnorynkowej, przeżywającym wielkie trudności rozwojowe.

## Główne sektory gospodarki
Udział metalurgii w PKB Ukrainy wynosi ok. 12%, natomiast udział w eksporcie wynosi 30%. Branża zatrudnia ok. 500 tys. pracowników.
Ukraina jest jednym z największych na świecie eksporterów stali. Eksportowe znaczenie tego sektora dla Ukrainy jeszcze kilka lat temu porównać można było do roli sektora naftowo-gazowego w gospodarce rosyjskiej. Od kilku lat następuje tu jednak regres.
Produkcja ukraińskiego hutnictwa żelaza koncentruje się w południowo-wschodniej części kraju (Donbas, obwody dniepropietrowski i zaporoski), gdzie od końca XIX w. budowano zakłady w pobliżu miejscowych, jednych z największych w świecie złóż rud żelaza.
Do 2005 r. najważniejsze kombinaty hutnicze były kontrolowane przez miejscowy biznes (poza metalurgią kolorową, w której już wcześniej pojawili się inwestorzy rosyjscy). Sytuacja zaczęła się zmieniać w 2005 r., kiedy największy kombinat hutniczy kraju – Kryworiżstal – przejęty został przez grupę Mittal Steel (obecnie „Arcelor-Mittal Krywyj Rih”). Na przełomie 2007 i 2008 r. koncern Evraz Group przejął część metalurgicznych aktywów ukraińskiej tzw. Grupy Prywat, na przełomie 2009/2010 r. rosyjscy inwestorzy przejęli ponad 50% akcji Związku Przemysłowego Donbasu (koncernu hutniczego, do którego należały m.in. huty w Ałczewsku i Dnieprodzerżyńsku, a za granicą m.in. Huta Częstochowa), a wiosną 2010 r. – większość akcji huty Zaporiżstal. Z Rosjanami rywalizował ukraiński holding górniczo-hutniczy Metinvest Rinata Achmetowa, który po przejęciu w połowie 2010 r. kontroli nad mariupolską hutą im. Iljicza stał się jednym z największych w Europie producentów stali.
Pięć czołowych kombinatów hutniczych Ukrainy (Kryworiżstal, Mariupolski Kombinat im. Iljicza, „Azowstal”, Zaporiżstal oraz Alczewski Kombinat Hutniczy) przez lata plasowało się na liście 80 największych branżowych zakładów świata, publikowanej przez Międzynarodowy Instytut Żeliwa i Stali.

### Sektor paliwowo-energetyczny
Sektor paliwowo-energetyczny jako strategiczny sektor gospodarki pozostaje w dużym stopniu pod kontrolą państwa, zarówno w zakresie infrastruktury transportowej (tranzytowej), jak i głównych mocy wytwórczych. Wyjątkiem są elektrownie konwencjonalne, które w około 70% należą do koncernu DTEK R. Achmetowa.
Wydobycie gazu w 2019 r. wyniosło 20,7 mld m³. Największą ilość surowca klasycznie pozyskała państwowa Ukrhazwydobuwannia (14,9 mld m³). Na drugim miejscu znalazła się Naftohazwydobuwannia (spółka zależna DTEK) pozyskując 1,66 mld m³ gazu. Trzecią pozycję zajęła państwowa Ukrnafta, która wydobyła 1,2 mld m³. Wydobycie ropy naftowej w 2019 r. wyniosło 2,13 mln ton. Najwięcej surowca pozyskały firmy powiązane z państwowym Naftohazem. Przypadło na nie 2 mln ton.
W ostatnich kilku latach doszło do całkowitej reorientacji w kontekście dostaw gazu. O ile historycznie monopolistyczną pozycją dysponował Gazprom, o tyle importowany gaz w 2019 r. pochodził w całości z kierunku zachodniego. W 2019 r. import wyniósł 14,2 mld m³ surowca. Ze Słowacji importowano 9,2 mld m³, z Węgier 3,7 mld m³, a z Polski 1,4 mld m³.
Produkcja energii elektrycznej na Ukrainie opiera się na podmiotach państwowych. Największy z nich, Enerhoatom wytwarza prąd w 4 elektrowniach atomowych z udziałem w ogólnej produkcji na poziomie 53,9% (ze 154 mld kWh). Konwencjonalne elektrownie węglowe są w większości własnością prywatną (dominujący udział DTEK). Ten rodzaj generacji odpowiadał w 2019 r. za 37,4% produkcji. Elektrownie wodne i szczytowo-pompowe wytworzyły 5,1% energii, a wiatrowe i słoneczne 3,6%.
Ukraina importuje większość benzyny, oleju napędowego i całość paliwa lotniczego. W 2019 roku Ukraina importowała 8,4 mln ton produktów naftowych na łączną kwotę 5,4 mld USD. Największym zagranicznym dostawcą pozostawała tradycyjnie Białoruś, na którą przypadało 37% całości importu (2 mld USD). Na dalszych miejscach znalazły się Rosja z udziałem 35% (1,9 mld USD) oraz Litwa z udziałem 12% (630 mln USD).
Wydobycie węgla w 2019 r. wyniosło 31,2 mln ton. W powyższej sumie zawiera się wydobycie węgla koksującego, które wyniosło 6,3 mln ton oraz energetycznego na poziomie 24,9 mln ton. Kopalnie obwodu donieckiego dostarczyły 11,3 mln ton węgla, ługańskiego – 0,3 mln ton, dniepropietrowskiego – 18,2 mln ton, lwowskiego – 1,4 mln ton, a wołyńskiego – 0,07 mln ton. Większość kopalni na Ukrainie znajduje się w rękach prywatnych z dominującym udziałem podmiotów należących do R. Achmetowa.

### Sektor rolno-spożywczy
Udział sektora rolno-spożywczego w PKB Ukrainy wynosi, w zależności od źródeł, od 12% do 14%. Branża rolno-spożywcza należy do najważniejszych sektorów ukraińskiej gospodarki.
W 2019 r. zebrano na Ukrainie ponad 75 mln ton zbóż z powierzchni 15,3 mln ha. Zbiory ziemniaka wyniosły 20,3 mln ton, natomiast produkcja warzyw wyniosła 9,7 mln ton.
W 2019 r. eksport produkcji rolno-spożywczej stanowił 44,6% ogólnej wartości ukraińskiego eksportu. W 2019 r. wartość wyeksportowanych przez Ukrainę produktów rolno-spożywczych wniosła 22,4 mld USD. Najwięcej produkcji wysyłanych było do Azji (42,2%, lub 9,4 mld USD) i do UE (33,5% lub 7,5 mld USD). Eksport rolno-spożywczy do Afryki w 2019 miał wartość 3,3 mld USD (ok. 15%). Do państw WNP wysłano w 2019 towary o wartości 1,5 mld USD (6,5% eksportu). Pod względem państw największym odbiorcą ukraińskiej produkcji w 2019 r. były Chiny (1,95 mld USD), Egipt (1,67 mld USD), Indie (1,55 mld USD), Turcja (1,54 mld USD), Holandia (1,47 mld USD).
1 lipca 2021 r. wszedł w życie pierwszy etap reformy rolnej. Grunty rolne mogą kupować tylko osoby fizyczne – obywatele Ukrainy, których obowiązuje limit zakupu ustalony na 100 ha.

### Sektor bankowo-finansowy
W latach 2014–2020 Narodowy Bank Ukrainy zredukował liczbę ukraińskich banków z 180 do 75. Na Ukrainie działa 35 banków z kapitałem zagranicznym, w tym 23 banki, w których obcy kapitał stanowi 100%.
Od 2014 r. Ukraina stopniowo liberalizuje rynek walutowy w kierunku wolnego przepływu kapitału do czego zobowiązana jest umową stowarzyszeniową z UE. Największa liberalizacja miała miejsce 7 lutego 2019 wraz z wejściem w życie ustawy „O walucie i operacjach walutowych” liberalizująca rynek walutowy na Ukrainie.

## Pozycja międzynarodowa
W roku 2015 gospodarka Ukrainy miała najgorszy w Europie Wskaźnik Wolności, a zarazem jeden z najgorszych w ogóle na świecie. Zajmuje 162. miejsce ze 178 państw, które wzięto pod uwagę (pominięto kraje z małą liczbą obywateli i mało stabilne wewnętrznie).